# Xiphidiopsis zhejiangensis
Xiphidiopsis zhejiangensis är en insektsart som beskrevs av Zheng, Z. och F-m. Shi 1995. Xiphidiopsis zhejiangensis ingår i släktet Xiphidiopsis och familjen vårtbitare. Inga underarter finns listade i Catalogue of Life.